# U boku Bartka. Hołd muzyczny dla Zgrupowania NSZ
U boku Bartka. Hołd muzyczny dla Zgrupowania NSZ – album muzyczny i książka wydane w Polsce przez Wydawnictwo Miles, jako jedna, spójna publikacja. Miało to miejsce w 2017 r. Album muzyczny zawiera 21 utworów różnych wykonawców muzycznych, którzy zgłosili się do udziału w projekcie. Jest to składanka muzyczna różnych, polskich wykonawców związanych z polską sceną rocka patriotycznego, tożsamościowego. Zamieszczono go na dwóch płytach kompaktowych. Album dystrybuowało w zestawie z książką autorstwa Tomasza Greniucha o historii Zgrupowania kpt. „Bartka” Narodowych Sił Zbrojnych. Pod względem muzycznym wykonane kompozycje należą do gatunków muzycznych takich jak rock i hip-hop. Całość publikacji to swoisty hołd dla bohaterskich żołnierzy Zgrupowania Oddziałów Leśnych VII Okręgu Narodowych Sił Zbrojnych.

## Historia, idea, album i książka
Autorem publikacji „U Boku Bartka. Hołd Muzyczny Dla Zgrupowania NSZ” jest Tomasz Greniuch, który był także pomysłodawcą i koordynatorem całego projektu. Oczywiście omawiane wydawnictwo powstało przy udziale i ścisłej współpracy wymienionych dalej wykonawców muzycznych, który zgłosili się do udziału w projekcie. Zostało ono wydane w 2017 r.. Ścieżkę dźwiękową zamieszczono na dwóch płytach kompaktowych. Do nich załączona jest książka, w której zawarto monografię dotyczącą Zgrupowania Oddziałów Leśnych VII Okręgu Narodowych Sił Zbrojnych oraz teksty pieśni. Ta formacja polskiego podziemia zbrojnego działała pod komendą Henryka Flame, pseudonim Bartek. Natomiast zamieszczone w albumie utwory muzyczne to współczesne aranżacje pieśni i modlitw, których śpiew stale towarzyszył żołnierzom, zarówno podczas marszu jak i o porankach oraz wieczorach, w miejscu obozowania czy zakwaterowania, a szczególnie w czasie uroczystych modlitw oraz utwory własne wykonawców. Dawały one niewątpliwie nadzieję i napawały siłą, tak potrzebne w trudnych warunkach walki partyzanckiej.
Pewną inspiracją dla publikacji była książka pod tytułem „Pod komendą Bartka” oraz notatnik służbowy st. sierż. Zdzisława Krausa, pseudonim Andrus, w którym zachowały się zapisane przez niego modlitwy i pieśni. Patronatem honorowym projekt został objęty przez ówczesnego Prezesa Instytutu Pamięci Narodowej.

## Publikacja
Publikacja została wydana w Polsce przez Wydawnictwo Miles. Obejmuje album muzyczny i książkę. Album muzyczny został zamieszczony na dwóch płytach kompaktowych. Łącznie obejmuje 21 utworów muzycznych, przy czym na pierwszej płycie znajduje się ich 11 (czas trwania nagrań wynosi 44 minuty i 37 sekund), a na drugiej 10 (czas trwania nagrań wynosi 41 minut i 7 sekund). Są to utwory wykonane przez 10 wykonawców przy czym część utworów wykonywana jest wspólnie przez dwóch lub trzech. Książka nosi tytuł taki jak całe wydawnictwo – „U boku Bartka. Hołd muzyczny dla Zgrupowania NSZ”. Jej autorem jest Tomasz Greniuch. Ma 48 stron. Wydano ją w miękkiej okładce w objętości broszurowej. Kod EAN wydawnictwa to 9788394486235 (ISBN zestawu: 978-83-944862-3-5). Książka została wydana w formacie 14,5 × 20,5 cm.
Pod względem muzycznym kompozycje zawarte w albumie charakteryzują się różnorodnością gatunkową. Należą one do takich gatunków muzycznych jak rock i hip-hop. Twórczość zawarta w albumie niewątpliwie związana jest ze sceną Rock Against Communism oraz sceną rocka patriotycznego, tożsamościowego. Pośród tych aranżacji muzycznych dostrzec można także w niektórych utworach elementy takich styli muzycznych jak ballada czy folk. Pod względem tekstowym są tu zarówno piosenki przygotowane przygotowane przez poszczególnych wykonawców, jak i oryginale teksty pieśni partyzanckich i modlitw żołnierzy NSZ.

## Wykonawcy
W albumie znalazły się utwory następujących wykonawców: Gan, Heroica, Irydion, Jarosław Konowałek, Kapela Romanka, Nordica, Orzeł Biały, Ptaku, Tomasz Kuś, Weronika Wiktoria. Należy jednak zaznaczyć, że oprócz utworów wykonanych przez poszczególnych wykonawców, są również piosenki nagrane wspólnie przez dwóch lub nawet trzech spośród wymienionych.
| lp. | wykonawca          | liczba utworów | wspólne wykonania | współwykonawcy                          |
| --- | ------------------ | -------------- | ----------------- | --------------------------------------- |
| 1   | Gan                | 2              | 0                 | n.d.                                    |
| 2   | Heroica            | 1              | 1                 | Tomasz Kuś                              |
| 3   | Irydion            | 4              | 0                 | n.d.                                    |
| 4   | Jarosław Konowałek | 4              | 0                 | n.d.                                    |
| 5   | Kapela Romanka     | 3              | 0                 | n.d.                                    |
| 6   | Nordica            | 2              | 2                 | Ptaku Tomasz Kuś                        |
| 7   | Orzeł Biały        | 3              | 0                 | n.d.                                    |
| 8   | Ptaku              | 2              | 2                 | Nordica Tomasz Kuś                      |
| 9   | Tomasz Kuś         | 5              | 5                 | Heroica Nordica Ptaku Weronika Wiktoria |
| 10  | Weronika Wiktoria  | 1              | 1                 | Tomasz Kuś                              |

## Utwory
| płyta CD | lp. | Wykonawca                     | tytuł                                                        | czas (minut:sekund) |
| -------- | --- | ----------------------------- | ------------------------------------------------------------ | ------------------- |
| 1        | 1   | Gan                           | Opętał Nas Moskiewski Szał                                   | 7:17                |
| 1        | 2   | Kapela Romanka                | Poszedł Bartek w Las                                         | 3:16                |
| 1        | 3   | Jarosław Konowałek            | Partyzantka I "Gdy Partyzant Ciemną Nocą, Rusza Na Swe Łany" | 1:58                |
| 1        | 4   | Irydion                       | Partyzantka II "Rozszumiały Się Wierzby Płaczące"            | 3:33                |
| 1        | 5   | Orzeł Biały                   | Pod Komendą Bartka                                           | 4:52                |
| 1        | 6   | Kapela Romanka                | Partyzancko Baciarka                                         | 2:46                |
| 1        | 7   | Tomasz Kuś, Ptaku             | Dolinami i Wzgórzami                                         | 2:29                |
| 1        | 8   | Tomasz Kuś, Nordica           | Dla Ciebie Polsko!!!                                         | 6:05                |
| 1        | 9   | Irydion                       | Modlitwa Partyzancka III "Modlitwa Obozowa"                  | 3:40                |
| 1        | 10  | Jarosław Konowałek            | Partyzantka IV "Raz nad Samym Wieczorem"                     | 3:37                |
| 1        | 11  | Gan                           | "Jacek" i "Wilk" – Dwaj Bohaterowie                          | 5:04                |
| 2        | 1   | Tomasz Kuś, Heroica           | Partyzantka V "Rozkwitały Jabłonie i Grusze"                 | 7:10                |
| 2        | 2   | Orzeł Biały                   | Dolinami i Wzgórzami                                         | 4:32                |
| 2        | 3   | Irydion                       | Tango Partyzanckie                                           | 4:02                |
| 2        | 4   | Tomasz Kuś, Ptaku, Nordica    | Janek Przewoźnik "Ryś"                                       | 3:14                |
| 2        | 5   | Tomasz Kuś, Weronika Wiktoria | Defilada                                                     | 5:28                |
| 2        | 6   | Irydion                       | Tęsknota                                                     | 3:37                |
| 2        | 7   | Orzeł Biały                   | Matce Mojej                                                  | 4:52                |
| 2        | 8   | Jarosław Konowałek            | Piosenka "Wichury"                                           | 2:23                |
| 2        | 9   | Kapela Romanka                | Beskidzka Ballada o Śmierci                                  | 2:47                |
| 2        | 10  | Jarosław Konowałek            | Leśni Chłopcy z NSZ                                          | 3:02                |